# الأخوة اليهودية العربية
الأخوة اليهودية العربية كان حزبًا سياسيًا قصير العمر في إسرائيل.

## الخلفية
تم تشكيل الحزب في 22 أكتوبر 1968، خلال الدورة السادسة للكنيست، عندما انفصل إلياس نخلة عن حزب التقدم والتنمية.
بالنسبة لانتخابات عام 1969، قام إلياس نخلة بدمج الحزب في تعاون وإخوة، ومبادلة الأحزاب فعليًا مع جبر داهش معدي، الذي بدأ الجلسة كعضو في حزب التعاون وحزب الإخوة، ثم غادر لتشكيل الفصيل الدرزي الإسرائيلي، قبل الانضمام إلى حزب التقدم والتنمية.